# Milan Nenadić
Milan Nenadić (12. srpna 1943 Petrinja – 16. ledna 2024 Zrenjanin) byl jugoslávský zápasník, reprezentant v zápasu řecko-římském. V roce 1972 vybojoval na olympijských hrách v Mnichově v kategorii do 82 kg bronzovou medaili. Na předchozí olympiádě v Mexiku vypadl ve velterové váze ve čtvrtém kole. Na mistrovství světa vybojoval bronz v roce 1969 a 1970 a stříbro v roce 1973. Na mistrovství Evropy zvítězil v roce 1969 a 1970, v roce 1968 byl stříbrný. Stříbro vybojoval také na Středomořských hrách v roce 1971.